# Jože Drašler
Jože Drašler, slovenski biolog in pedagog, * 15. marec 1925, Dol pri Borovnici -  umrl: 2012

## Življenje in delo
Diplomiral je 1951 na ljubljanski Prirodoslovno matematični fakulteti in 1981 magistriral na Biotehniški fakulteti v Ljubljani. V letih 1951−75 je poučeval na Gimnaziji Brežice, Srednji gozdarski in lesarski šoli Postojna, gimnaziji Postojna in pedagiški gimnaziji v Ljubljani, leta 1975 pa je postal višji predavatelj biologije na nekdanji Pedagoški akademiji v Ljubljani. Kot sodelavec projekta Sodobna biologija,  soavtor učbenikov in zvezkov za laboratorijsko delo za usmerjeno izobraževanje na srednji stopnji in pedagog je uvajal v šolstvo pouk sodobne biologije. Leta 2000 je bil izvoljen za častnega člana Prirodoslovnega društva Slovenije.